# Johann Breyer
Johann Breyer (30 de mayo de 1925 - 22 de julio de 2014) fue un fabricante de herramientas y troqueles retirado que la Oficina de Investigaciones Especiales intentó sin éxito desnaturalizar y deportar por sus servicios como guardia de las Waffen-SS durante su adolescencia. Fue considerado el "litigio más arcano y enrevesado en la historia de la OSI." En 2013 Alemania emitió una orden de arresto acusándolo de ayudar a matar 216.000 judíos como guardia en Auschwitz. Fue arrestado en su casa al noreste de Filadelfia el 17 de junio de 2014, a los 89 años, y detenido sin fianza en espera de una audiencia de extradición. Su salud se deterioró rápidamente durante su detención. Murió el 22 de julio, antes de su audiencia.

## Biografía
Johann Breyer nació en 1925 en el pueblo agrícola de etnia alemana Neuwalldorf, Checoslovaquia (ahora Nová Lesná, Eslovaquia), hijo de Katrina y el agricultor Johann Breyer. Katrina Breyer nació en 1895 en Manayunk, Pensilvania (un hecho que resultaría fundamental en los esfuerzos posteriores para deportarlo de los Estados Unidos) trasladándose con su familia a Neuwalldorf mientras era adolescente. Breyer asistió a la escuela alemana y trabajó en la granja de su padre. En 1942, a los 17 años, se alistó en la Waffen-SS, fue asignado como guardia en Buchenwald y Auschwitz. Reconoció que actuó como guardia armado y escolta de los presos a sus lugares de trabajo y negó cualquier participación personal o ser testigo presencial de las atrocidades. Cuando las tropas soviéticas comenzaron a acercarse a Auschwitz en enero de 1945; Breyer estaba de vacaciones en ese momento y fue redirigido a pelear hacia el frente de batalla hasta que fue hecho prisionero por el Ejército soviético en mayo de 1945. Emigró a los Estados Unidos en 1952 bajo la Ley de Personas Desplazadas (DPA) estableciéndose en Filadelfia donde crio a tres hijos con su esposa, trabajando como fabricante de herramientas y troqueles para una empresa de ingeniería. Se convirtió en ciudadano naturalizado de los EE. UU. en 1957.

## Enjuiciamiento de la OSI
La OSI se puso al corriente de Breyer cuando un control cruzado de rutina de los registros de guardias de Auschwitz y los registros del Servicio de Inmigración y Naturalización (INS) mostraron que había emigrado a los Estados Unidos. En 1992, la OSI presentó una acción para quitarle la nacionalidad con el Tribunal de Distrito de Estados Unidos por el Distrito Este de Pensilvania alegando que Breyer era inelegible para entrar a los EE. UU. a través de la DPA, porque había ayudado en la persecución en tiempos de guerra y ha sido parte de un movimiento hostil a los EE. UU.
Breyer afirmó que se debía considerar que había entrado al país legalmente pues su madre había nacido en los EE. UU. y que las leyes vigentes en el momento en que se concedió la ciudadanía derivada sólo patrilinealmente estaban en violación de Cláusula sobre Protección Igualitaria de la 14a. Enmienda. Por lo tanto, tuvo que presentar una solicitud de ciudadanía derivada con el INS. Los casos procedieron por caminos paralelos (los esfuerzos de la OSI en la desnaturalización y la afirmación de Breyer de la ciudadanía derivada) durante muchos años.
En el litigio de la OSI, el tribunal de distrito sostuvo que Breyer era inelegible para entrar bajo la DPA, pero que la ley negara a Breyer la ciudadanía al nacer era inconstitucional. En ese momento, el INS aún tenía que pronunciarse sobre la solicitud de Breyer de la ciudadanía derivada para que el tribunal aplazara hasta el INS, absteniéndose así de decidir si Breyer era de hecho un ciudadano de los EE. UU. de nacimiento. Mientras tanto, la Ley de Inmigración y Nacionalidad Correcciones Técnicas se había introducido en el Congreso para proveer para la adquisición de la ciudadanía estadounidense a partir de cualquiera de los padres para las personas nacidas en el extranjero a los padres, sólo uno de los cuales es un ciudadano de los Estados Unidos. La OSI presionó al Congreso para poner una "singular excepción a la ley" para "negar la aplicación de la ley a todo aquel que no habría sido elegible para ingresar a los Estados Unidos bajo la DPA". Este fue, en efecto, un proyecto de ley de proscripción contra Johann Breyer como él era "el único caso pendiente afectados por el proyecto de ley". La Constitución de los Estados Unidos prohíbe a los proyectos de ley de proscripción bajo el Artículo I, Sección 9.
El INS rechazó la solicitud del Breyer sobre la base de la nueva ley y por lo tanto la OSI presentó un caso de deportación. Breyer apeló la decisión del INS en el tribunal de distrito con el argumento de que la nueva ley era un proyecto de ley de proscripción y también inconstitucional en virtud de la cláusula de igualdad como se les negó los inadmisible de conformidad con el Acuerdo de Paz de ciudadanía sólo si se hubiera derivado maternalmente. El tribunal de distrito falló en contra de Breyer. Él también perdió su caso de deportación en la corte de inmigración. Hizo un apelamiento de ambas pérdidas al Tercer Circuito de Cortes de Apelaciones de Estados Unidos. El tercer circuito sostuvo que el nuevo estatuto fue "arbitraria e irracional" y que tenía derecho a la ciudadanía derivada al nacer.
La OSI presentó posteriormente una demanda en el tribunal de distrito alegando que el servicio de Breyer en la SS era en sí mismo un motivo de expatriación (es decir, un acto que le haría perder su ciudadanía). Conforme a la ley estadounidense de 1942 no podía ser expatriado si era menor de edad cuando prestó los juramentos de fidelidad y el servicio militar con una potencia extranjera, como sostuvo el tribunal de distrito. Sin embargo, la pregunta seguía en cuanto a si había cometido algún acto después de su decimoctavo cumpleaños por el que pudiera ser expatriado. "Breyer declaró que había hecho todo lo posible para ser excusado de servicio", rehusó tatuarse las siglas SS, desertó en agosto de 1944 y regresó "sólo porque temía ser asesinado si no lo hacía." El tribunal de distrito sostuvo que el servicio de Breyer después de su cumpleaños número 18 fue involuntario y no expatriable. La OSI apeló, pero el tercer circuito confirmó la decisión del tribunal de distrito señalando que "abandonar su unidad bajo lo que él cree que es pena de ejecución indica que el servicio de Breyer no fue voluntario".

## Solicitud de extradición de Alemania
El 17 de junio de 2013, el Tribunal de Distrito de Weiden, Alemania emitió una orden de arresto contra Johan Breyer por complicidad de asesinato, mientras fue guardia en Auschwitz. Fue detenido en su casa de Filadelfia un año más tarde, a pesar de que estaba en delicado estado de salud a los 89 años fue detenido sin derecho a fianza en espera de una audiencia de extradición. Teniendo en cuenta la edad avanzada y que era un adolescente cuando la Segunda Guerra Mundial terminó en Europa es probable que sea la última persona perseguida por el gobierno de EE. UU. por su servicio en la SS.
En el caso del trabajador jubilado John Demjanjuk de Cleveland sentó un precedente para extraditar a Alemania las personas para quienes la OSI no podía recibir sentencias a su favor en el sistema judicial de Estados Unidos. En 2011, Demjanjuk, para entonces sin estado, fue extraditado a Alemania y condenado por cómplice de asesinato por su período de servicio de guardia en Sobibor. Esta fue la primera (y hasta ahora única) vez que alguien ha sido condenado únicamente sobre la base de servir como guardia de un campo, sin evidencias de haber participado en la muerte de cualquier interno en específico.

## Fallecimiento
Falleció el 22 de julio de 2014 en un hospital de Filadelfia, mientras esperaba su extradición a Alemania, a explicar su actividad en el campo de la muerte que tenía la Alemania Nazi en Auschwitz, Polonia.